# Filosofía barata y zapatos de goma
Filosofía barata y zapatos de goma es el sexto álbum de estudio en solitario del músico argentino Charly García. Todas las canciones fueron grabadas entre enero y junio de 1990. El álbum fue producido por García y Joe Blaney y fue lanzado a la venta en julio de ese año.
El disco contenía una versión del Himno Nacional Argentino, que fue tanto popular como polémica, y por la que García debió sortear un juicio por «ofensa a los símbolos patrios». Finalmente, la versión terminó siendo autorizada por los tribunales. 
Es considerado por un sector de la crítica como el último gran disco de García antes de su etapa "Say no More" a mediados de la década del '90;[cita requerida] en ella atraería a un nuevo público pero alejaría a varios de sus seguidores más veteranos.
Filosofía barata y zapatos de goma fue el último álbum en el que García trabajó junto a Joe Blaney, su habitual colaborador y productor desde principios de los años '80.

## Contexto del disco y grabación
La historia del contenido del disco se remonta al año 1977, que había sido bastante difícil para Charly. Con 26 años, se había separado de su esposa, María Rosa Yorio, con quien tenían a Migue, de tan solo meses. La Máquina de Hacer Pájaros ya no lo satisfacía como en un principio y sumado a sus problemas personales, decidió partir hacia algún lugar. Llegó a Búzios (Brasil), con lo puesto, una guitarra y la compañía del Ruso David Lebón. Allí empezaron a darle forma a lo que un año después sería Serú Girán y a componer algunas de las canciones que conformarían el primer disco de la banda. En Búzios Charly se enamoró de una camarera, Marisa ''Zoca'' Pederneiras, una estudiante de danza de 21 años, y empezaron una relación que marcaría gran parte de la carrera de Charly. En sus letras habían desaparecido los contenidos depresivos de «Ruta perdedora» o «Marilyn, Cenicienta y las Mujeres». Durante años, Charly y Zoca fueron inseparables, hasta que en 1989, unas semanas después del Lanzamiento de Cómo conseguir chicas y sin previo aviso, ella partió para no volver.
El disco fue íntegramente compuesto luego de la partida de Zoca. Fiel a su estilo, García expuso toda su situación personal en un álbum. Filosofía barata y zapatos de goma es, quizás, uno de los trabajos más personales de la carrera de Charly y está íntegramente dedicado a su situación personal de esos tiempos. Menos de un año más tarde, Charly fue internado por primera vez.
Los coros de la canción «Filosofía barata y zapatos de goma» fueron realizados por Lolita Torres, quien hace un juego de superposiciones vocales hacia el final del tema.
El tema «Me siento mucho mejor» es una versión en español del tema «I'll Feel a Whole Lot Better», compuesta por Gene Clark y grabada por The Byrds en 1965.

## Lista de canciones
Todas las canciones escritas y compuestas por Charly García, excepto donde se indica. 
| N.º   | Título                                             | Duración |  |
| 1.    | «De mí»                                            | 3:06     |  |
| 2.    | «Filosofía barata y zapatos de goma»               | 3:52     |  |
| 3.    | «Reloj de plastilina»                              | 4:41     |  |
| 4.    | «Gato de metal»                                    | 3:15     |  |
| 5.    | «No te mueras en mi casa» (García/Aznar/Cerati)    | 3:29     |  |
| 6.    | «Curitas»                                          | 5:38     |  |
| 7.    | «Sólo un poquito no más» (Dubatz/García)           | 3:26     |  |
| 8.    | «Me siento mucho mejor» (Gene Clark)               | 3:05     |  |
| 9.    | «Siempre puedes olvidar» (García/Cantilo)          | 3:51     |  |
| 10.   | «La canción del indeciso»                          | 3:00     |  |
| 11.   | «Himno nacional argentino» (López y Planes/Parera) | 4:37     |  |
| 42:00 |                                                    |          |  |

## Músicos
- Charly García: todos los instrumentos.
- Carlos Alberto García López: guitarra.
- Hilda Lizarazu: voz.
- Fernando Lupano: bajo.
- Fabián Quintiero: teclados.
- Fernando Samalea: batería, máquinas de ritmo, percusión y bandoneón.

## Invitados
- Pedro Aznar: bajo en «No te mueras en mi casa».
- Andrés Calamaro: órgano electrónico CasioTone.
- Gustavo Cerati: guitarras en «No te mueras en mi casa».
- Fabiana Cantilo: voces.
- Nito Mestre: voces.
- Lolita Torres: voces en «Filosofía barata y zapatos de goma» y castañuelas en «Curitas».
- Rinaldo Rafanelli: dirección orquestal.
- Bruja Suárez: armónica en «Gato de metal».

## Certificaciones y ventas
| Territorio | Organismo certificador | Certificación | Ventas certificadas | Ref.  |
| ---------- | ---------------------- | ------------- | ------------------- | ----- |
| Argentina  | CAPIF                  | Platino       | 100 000             | [ 4 ] |